# La Chilindrina en apuros
La Chilindrina en apuros é um filme mexicano de comédia lançado em 1994. Dirigido por Juan Antonio de la Riva, o filme conta com a atuação de María Antonieta de las Nieves, renomada por seu papel como Chiquinha e Dona Neves.

## Premissa
Chiquinha, a protagonista, parte em uma jornada para recuperar um anel herdado de uma senhora idosa em uma cidade distante. Durante a viagem, ela vivencia a perda temporária de sua bisavó, Dona Neves, apenas para reencontrá-la posteriormente. Ao chegar ao destino, Chiquinha se depara com a revelação de que um parente distante da falecida senhora é o responsável pelo roubo do anel. Determinada, ela empreende esforços para recuperar o objeto e consegue enganar os malfeitores, despistando-os com astúcia. Se desenrola em diversos cenários urbanos, incluindo um restaurante e uma igreja, onde Chiquinha demonstra sua sagacidade em esquivar-se das ciladas preparadas por eles.

## Elenco
- María Antonieta de las Nieves - Chiquinha/Dona Neves
- Jorge Russek - Padre
- Pedro Romo - Don Coglione
- Isaura Espinosa - Sor Severa
- Lorena Velázquez - Doña Aldonza
- Chabelo - Chabelo
- Roberto 'Puck' Miranda - Apolonio Buenrostro
- Luis de Icaza - Taras
- Lili Inclán - Sor Momicia
- Claudia Goytia - Sor Vero
- Gabriel Fernández - Lic. Correcto
- Sergio Jurado - Pirrispis
- Pedro Altamirano - Doceiro